# Wacław Jonsik

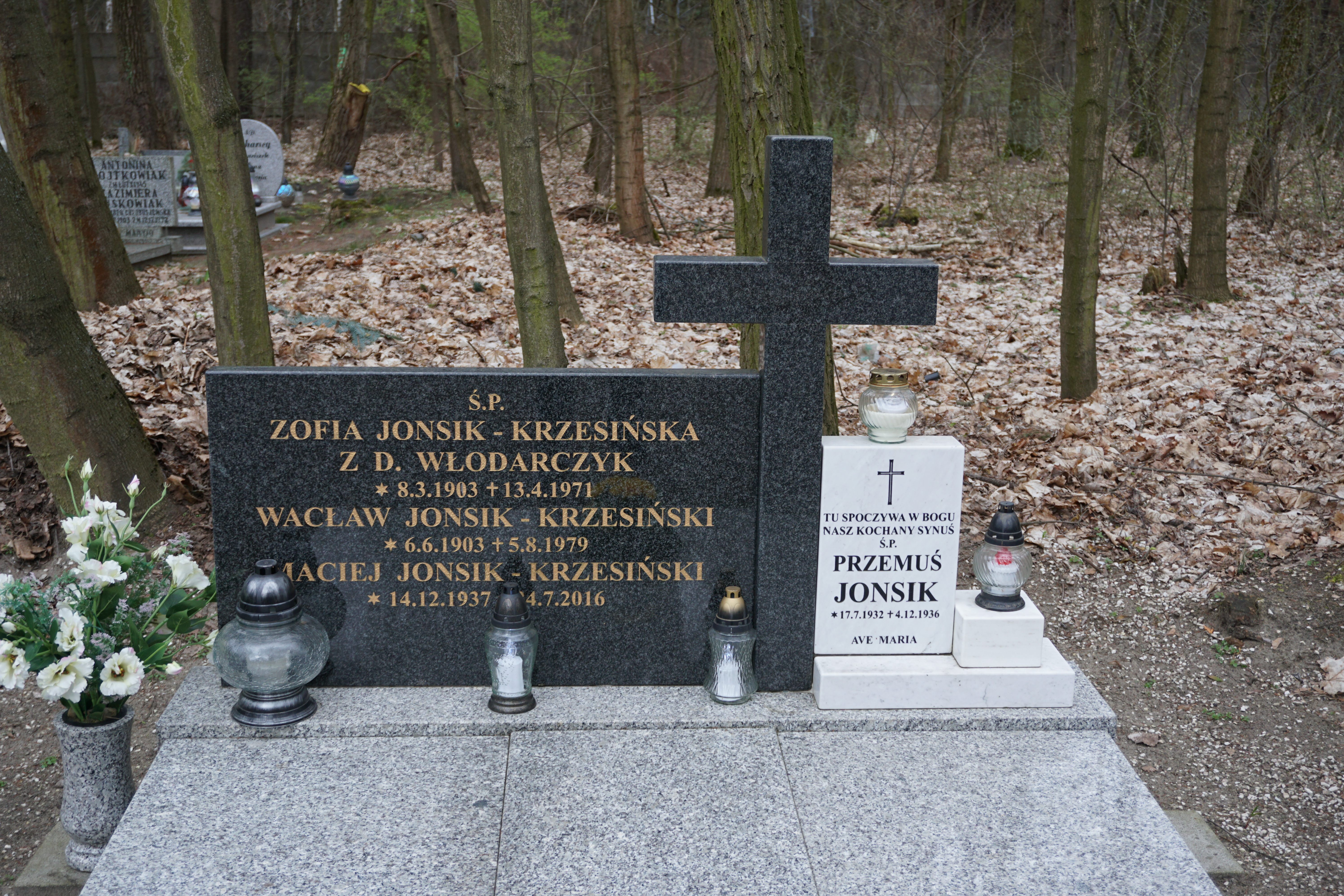
Grób Wacława Jonsika na cmentarzu Miłostowo w Poznaniu

Wacław Jonsik (ur. 6 czerwca 1903 w Łodzi, zm. 5 sierpnia 1979 w Poznaniu) – polski sędzia, adwokat i działacz społeczny, poseł na Sejm Ustawodawczy (1947–1952). 

## Życiorys
Ukończył Gimnazjum Humanistyczne w Łodzi oraz Wydział Prawa Uniwersytetu Poznańskiego. W trakcie studiów był członkiem Korporacji "Polonia Posnaniensis", a następnie założycielem Korporacji "Astria". Po uzyskaniu aplikacji pracował jako sędzia grodzki i okręgowy w Wielkopolsce. W czasie II wojny światowej znalazł się w Warszawie, gdzie wykonywał pracę fizyczną, następnie adwokacką. Po zakończeniu działań wojennych w centralnej Polsce na przełomie 1944 i 1945 objął funkcję wiceprokuratora Specjalnego Sądu Karnego w Warszawie (później prokuratora takiegoż sądu w Poznaniu). Od 1946 do 1950 był prokuratorem Sądu Najwyższego, po czym aż do przejścia na emeryturę prowadził własną działalność adwokacką w Poznaniu. 
Od 1945 działał w Stronnictwie Demokratycznym, które 1946 wysunęło jego kandydaturę na posła do Sejmu Ustawodawczego. W latach 1947–1952 reprezentował jako poseł okręg wyborczy w Kaliszu, zasiadając w Komisjach: Administracji i Bezpieczeństwa, Prawniczej i Regulaminowej, Ziem Odzyskanych i Repatriacji (jako wiceprzewodniczący) oraz Specjalnej do opracowania Regulaminu obrad Sejmu (wiceprzewodniczący). 
Działał społecznie: w latach 1951–1953 pełnił obowiązki prezesa Polskiego Związku Wędkarskiego w okręgu poznańskim. Sprawował także funkcje: prezesa okręgowego Związku Piłki Nożnej w Poznaniu (1945–1962) oraz prezesa okręgowego Związku Tenisowego. Należał do Polskiego Związku Łowieckiego. Był autorem publikacji i opracowań z dziedziny prawa. 
Odznaczony Krzyżem Kawalerskim Orderu Odrodzenia Polski. Został pochowany na cmentarzu Miłostowo w Poznaniu (pole 1, rząd 1, grób 15A).